# Hjalmar Edgren
August Hjalmar Edgren, född den 18 oktober 1840 på Östanås bruk, Älvsbacka socken i Värmland, död den 9 december 1903 i Djursholm, var en svensk-amerikansk professor, lingvist, lexikograf, översättare, poet och militär. Han var son till possessionaten Axel Edgren (1813–1864) och Mathilda Berger (1817–1878).

## Levnadslopp och karriär
Efter skolgång i Karlstad och Stockholm avlade Edgren 1858 studentexamen vid Uppsala universitet. Han inledde därefter en militär bana vid Värmlands regemente men begärde 1861 avsked för att som frivillig deltaga i amerikanska inbördeskriget där han avancerade till förste löjtnant och bland annat bevittnade slaget vid Hampton Roads, vilket han senare skildrade i artiklar och föredrag. Efter kriget återvände Edgren till sin militära befattning i Sverige men bedrev också språkstudier i Tyskland och Frankrike. 1870 tog han dock slutligt avsked ur armén och inriktade sig därefter på en akademisk karriär.
Edgren återvände nu initialt till USA där han avlade filosofie kandidatexamen vid Cornell University i Ithaca och undervisade i olika språk vid Riverview Military Academy och Yale University. Vid sistnämnda universitet avlade han 1874 doktorsexamen och blev docent i franska men upprätthöll också professuren i sanskrit.
År 1880 återvände Edgren tillfälligt till Sverige och blev docent i sanskrit vid Lunds universitet. Han bedrev också studier vid universitetet i Berlin innan han ånyo flyttade till USA. Här blev han 1885 professor i sanskrit och moderna språk vid Nebraskas statsuniversitet i Lincoln. Han var bland annat den förste att undervisa i svenska vid detta universitet.
Edgren gjorde 1890 ytterligare ett kortare inhopp i den svenska akademiska världen då han blev professor i nyeuropeisk lingvistik vid den nyivigda Göteborgs högskola. Han hade undervisningsskyldighet i germanska språk och i sanskrit. Han var även en tid rektor för högskolan innan han 1893 återvände till Nebraska för att tillträda professuren i romanska språk. 1899 återgick han till sin tidigare professur i sanskrit.
Sina sista år tillbragte Edgren ånyo i Sverige, bland annat som ledamot av Svenska akademiens Nobelinstitut i Stockholm. Han avled i sitt hem i Djursholm, men är begraven i Arvika.
Hjalmar Edgren var en mycket produktiv författare och utgav såväl språkvetenskapliga skrifter (inklusive grammatikor och lexika) som översättningar av indisk och amerikansk poesi till svenska samt av svenska författare (bland annat Viktor Rydberg) till engelska. Han skrev också en reseskildring från Mexiko samt ett antal egna diktsamlingar (några av hans dikter har tonsatts av J. Enninger). Se vidare lista över publicerade skrifter nedan.
Edgren fick 1903 ett pris av Kungliga Vetenskapsakademien för sin översättning av Alfred Tennysons dikter, och var ledamot, hedersledamot eller ordförande i en lång rad andra lärda samfund i USA och Sverige. Han var också hedersdoktor i juridik vid sitt eget universitet i Nebraska och hedersledamot av Värmlands nation i Uppsala samt blev året före sin död riddare av Nordstjärneorden.
Hjalmar Edgren gifte sig 1880 i Köpenhamn med Anna Marianne (Manne) Steendorff (1853–1940), dotter till målaren Christian Steendorff och Anna Ulrica Öhrström samt syster till arkitekten Magnus Steendorff. Paret Edgren fick en son och två döttrar. Deras ättlingar kvarlever troligen alltjämt i USA. Också Hjalmar Edgrens äldre bror John Alexis Edgren (1839–1908) emigrerade till USA, där han blev professor i teologi och var starkt aktiv i baptiströrelsen.

## Omdömen om Hjalmar Edgren
Edgrens kollega vid Göteborgs högskola, litteraturhistoriken Karl Warburg, har i artikeln om sin forne rektor i Nordisk familjebok (band 6, Stockholm 1907) skrivit:
E[dgren] var en ovanligt dugande och kraftig personlighet; man anade icke, att bakom hans lugna, trygga yttre dolde sig ett så oroligt temperament, som icke ryggade att kasta sig ut i okända äventyr; hans karaktär företedde en egendomlig blandning av vankelmod och ihärdighet, men hade han en gång valt sin chance, fullföljde han den energiskt och dugligt - som tapper militär, nitisk språkforskare, driftig lärare, mångsidigt intresserad skriftställare.